# Nikolai Noskov
Nikolai Ivanovici Noskov (în rusă Николай Иванович Носков, n. 12 ianuarie 1956, Gzhatsk) este un cântăreț rus și fostul solist al trupei hard rock Gorky Park.

## Biografie
Nikolai s-a născut 12 ianuarie 1956 în orașul regiunea Smolensk Gjatsk (acum Gagarin), într-o familie din clasa muncitoare. Tatăl său, Ivan Noskov, de origine romă,  lucra în  fabrică; mama lui, Ekaterina Konstantinovna Noskov  lucra pe un șantier de construcții. În afară de Nicolai, familia a avut ăncă trei copii.
Atunci când Nikolai era în vârstă de 8 ani, familia s-a mutat în orașul Cerepoveț. 
Încă din copilărie a participat la spectacole în formațiile de amatori. La vârsta de 14 ani, a câștigat premiul întâi ca cel mai bun cântăreț în concursul regiunii Nord-Vest.
Nu are o educație muzicală profesionistă, a învățat singur să cânte la pian, chitară și tobe. În timpul serviciului militar în Forțele Armate ale URSS a cântat la trompeta.
Din 1981, Noskov a cântat cu ansamblul "Moscow", trupă, care în 1982 a înregistrat albumul "OZN" la firma "Melody" sub conducerea lui David Tukhmanov, el fiind  solist și chitarist principal. 
În primăvara anului 1984, Nikolai devine solist principal al ansamblului Singing hearts, sub conducerea lui Victor Vekșteyn. In anul 1985 participă la audiții pentru poziția de solist  în viitorului grup "Aria".
Ca solist a interpretat cântece care fac coloana sonoră a filmului Insula navelor pierdute în 1987.
Din 1987, a lucrat în «Gorky Park» grup ca și cântăreț și compozitor.
Împreună cu maeștrii rock Jon Bon Jovi si Klaus Meine (Scorpions), în anii 1989 și respectiv1990, a înregistrat câte o piesă, duet .
Cântecul «Bang» clasat pe primul loc în topurile  posturilor de radio din SUA și  Scandinavia, a fost recunoscut ca și cântecul anului. Clipul video a piesei a urcat pe locul al treilea  în topurile MTV. «Gorky Park» albumul din 1989, a fost pe locul  81-lea  în topul revistei "Billboard" iar  în Danemarca albumul  a făcut vânzări record.
La începutul anilor 1990,   Noskov a părăsit «Gorky Park», și a început cariera solo,  în 1993,  a creat o nouă formație, Nikolai. Cu aceasta în  1994 a înregistrat albumul «Mother Rusia» în limba engleză, album,  care nu a primit recunoașterea, nici în Rusia nici în străinătate.
În 1996 a început colaborarea cu producătorul Iosif Prigojin, colaborare care a durat patru ani.
în anul 2002, a înființat Fundația pentru susținerea muzicii etnice "Wild Honey".
Noul album din 2006 , Po poyas v nebe , a primit recenzii care au   variat  de la entuziasm la sarcasm și  batjocură.
În anul 2011, a interpretat piesa Melodia pe versurile  poetului Nikolai Dobronravov și muzica compusă de Alexandra Pakhmutova  în competiția muzicală TV  "Proprietatea Republicii". Cu această melodie  a câștigat primul loc în programul final. În același an a finalizat noul album care se numește Ono togo stoit. În cinci ani, acesta a fost primul album al muzicianului.
În 2012, Noskov a înregistrat albumul Bez nazvaniya. Înregistrarea s-a făcut în Germania, în cadrul  de studioului  lui Horst Schnebel.

## Discografie

### Albume solo
- Блажь (1998)
- Паранойя (1999)
- Дышу тишиной (2000)
- По пояс в небе (2006)
- Оно того стоит (2011)
- Без названия (2012)